# Pico Rivera (Kalifornija)
Pico Rivera je grad u američkoj saveznoj državi Kalifornija. Prema popisu stanovništva iz 2010. u njemu je živjelo 62.942 stanovnika.